# Siete mares (reto)
El reto de los Siete Mares consiste en siete nados en aguas abiertas de larga distancia, y es considerado el maratón de natación equivalente del desafío en montañismo de las Siete Cumbres. Incluye el Canal del norte, el Estrecho de Cook, el Canal de Molokai, el Canal de la Mancha, el Canal de Catalina, el Estrecho de Tsugaru y el Estrecho de Gibraltar. 
Stephen Redmond de Irlanda fue la primera persona en completar los siete nados. Desde entonces, otros treinta y dos han completado el séptuple: Anna-Carin Nordin (Suecia), Michelle Macy (Estados Unidos), Darren Miller (Estados Unidos), Adam Walker, Kimberley Chambers (Nueva Zelanda), Antonio Argüelles (México), y Nora Toledano (México).
Una definición alternativa del reto de los Siete mares es nadar un canal de cada uno de los siete continentes, al igual que en las siete cumbres se refiere a la cumbre más alta en cada uno de los siete continentes. Por esta definición, la lista incluiría un canal de América del Sur y de un nado en la Antártida. Por ejemplo, Lynne Cox ha nadado canales en 6 continentes y nadó durante 25 minutos en la Antártida.

## Distancias
Las distancias y ubicaciones de estos cruces son:
| Cruce                 | Distancia (km) | Ubicación                                      |
| --------------------- | -------------- | ---------------------------------------------- |
| Canal del Norte       | 33.7           | Entre Irlanda y Escocia                        |
| Estrecho de Cook      | 26             | Entre la Isla Norte y Sur de Nueva Zelanda     |
| Canal de Molokai      | 41.8           | Entre las islas de O’Ahu y Molokai en Hawái    |
| Canal de la Mancha    | 34             | Entre Inglaterra y Francia                     |
| Canal de Catalina     | 33.7           | Entre California y la Isla de Catalina         |
| Estrecho de Tsugaru   | 47             | Entre las islas japonesas de Honshu y Hokkaidō |
| Estrecho de Gibraltar | 14.4           | Entre España y Marruecos                       |